# Суперкубок Індонезії з футболу 2010
Суперкубок Індонезії з футболу 2010  — 2-й розіграш турніру. Матч відбувся 25 вересня 2010 року між чемпіоном Індонезії клубом Арема Маланг та володарем Кубка Індонезії клубом Шривіджая.
| Володар Суперкубка Індонезії 2010 |
| --------------------------------- |
|                                   |
| Шривіджая Перший титул            |

## Матч

### Деталі
| 25 вересня 2010 15:30 (EEST) |

| Арема Маланг | 1:3 | Шривіджая                         |
| ------------ | --- | --------------------------------- |
| Нжанка 36'   |     | Сударсоно 28' Гамбс 45' Діано 59' |

| Канджурухан, Маланг Арбітр: Аенг Суарлан |